# Mak Kapkaep
Mak kapkaep (in Thai หมากกั้บแก็บ, auch krap khu กรับคู) ist ein als Schrapinstrument und Gegenschlagidiophon funktionierendes Musikinstrument, das in der Volksmusik von Thailand gespielt wird.
Das mak kapkaep besteht aus zwei Holzstäben, die 5 cm breit, 1 cm dick und etwa 12 cm lang sind und von denen einer geriffelt ist. Sie werden an unterschiedlichen Stellen gegeneinander geschlagen, so dass eine jeweils veränderte Tonhöhe erklingen kann, oder es wird mit einem dritten kleineren Holzstab über die gezahnte Oberfläche gestrichen.
Das mak kapkaep wird zur Morlam-Musik gespielt, wobei der Spieler zum Spiel auch Gesten ausführt.